# Emil Roth (Politiker)
Emil Roth (* 20. August 1867 in Reutlingen; † 28. September 1939 ebenda) war ein württembergischer Unternehmer und Politiker.

## Familie
Emil Roth war der Sohn des Reutlinger Fabrikanten Hermann Adolf Friedrich Roth (1837–1922) und der Maria Luisa geb. Aickerlin (1847–1931), er hatte drei Geschwister. 1893 heiratete er Eleonora Kornelia Julia Haberfelder (1870–1961), sie hatten zwei Kinder.

## Leben und Beruf
Er übernahm von seinem Vater die Reutlinger Möbel- und Schuhstoffweberei und leitete diese Firma.

## Politik
Roth war Mitglied des Gemeinderats der Stadt Reutlingen. Von 1920 bis 1932 gehörte er dem württembergischen Landtag an. Er war Mitglied der DDP.